# Samsung Galaxy Z Fold 2
Samsung Galaxy Z Fold 2は、サムスン電子が販売するスマートフォン、Samsung Galaxyシリーズの一つで、折りたたむことができるフォルダブルスマートフォンである。
2020年8月5日、スマートフォンである『Galaxy Note20』『Galaxy Note20 Ultra』、タブレット端末『Galaxy Tab S7』、完全ワイヤレスイヤホン『Galaxy Buds Live』、スマートウォッチ『Galaxy Watch 3』と同時に発表された。.Fold2に関しては、9月1日に価格などの詳細を改めて発表した。

## 画像

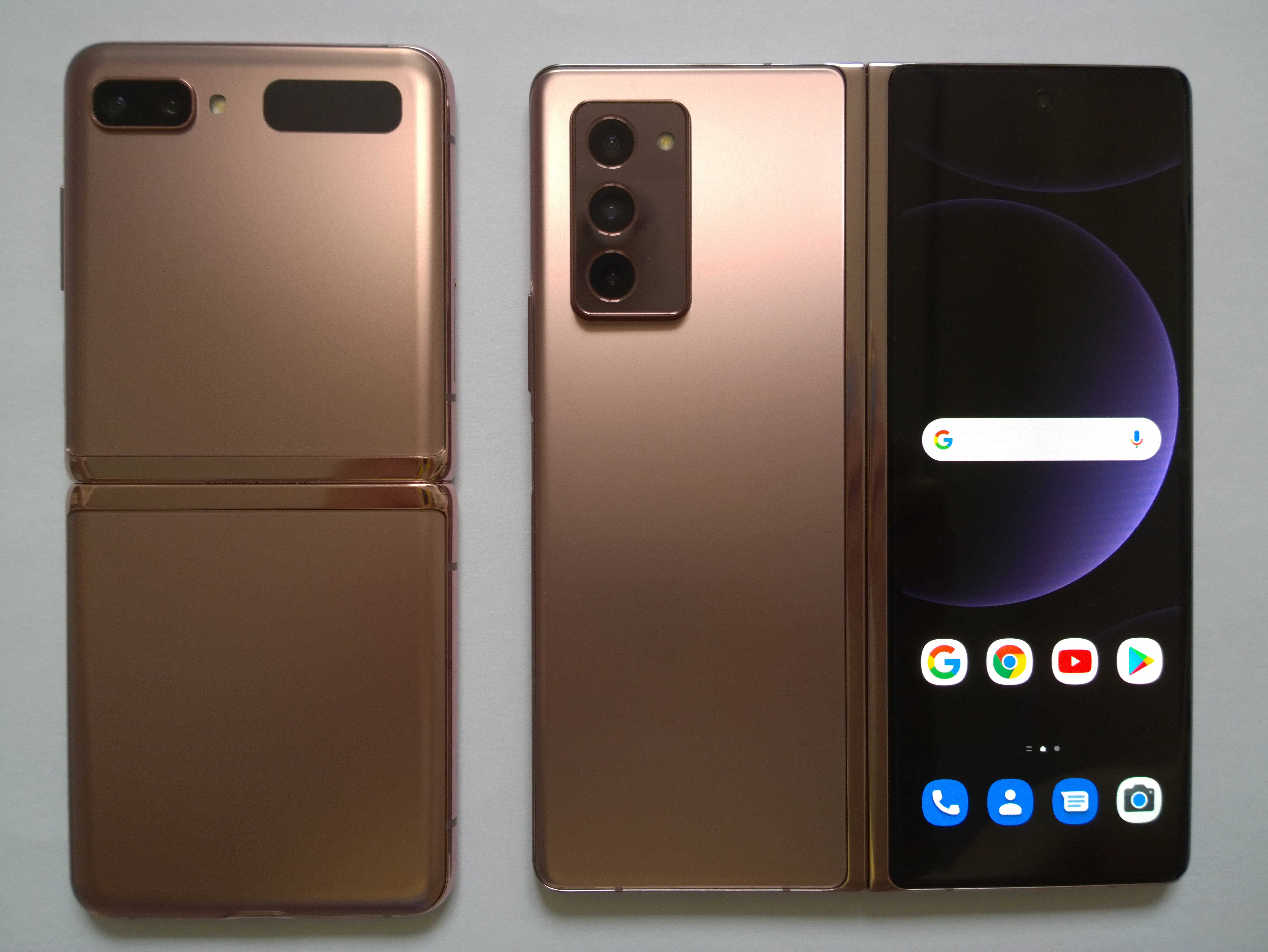
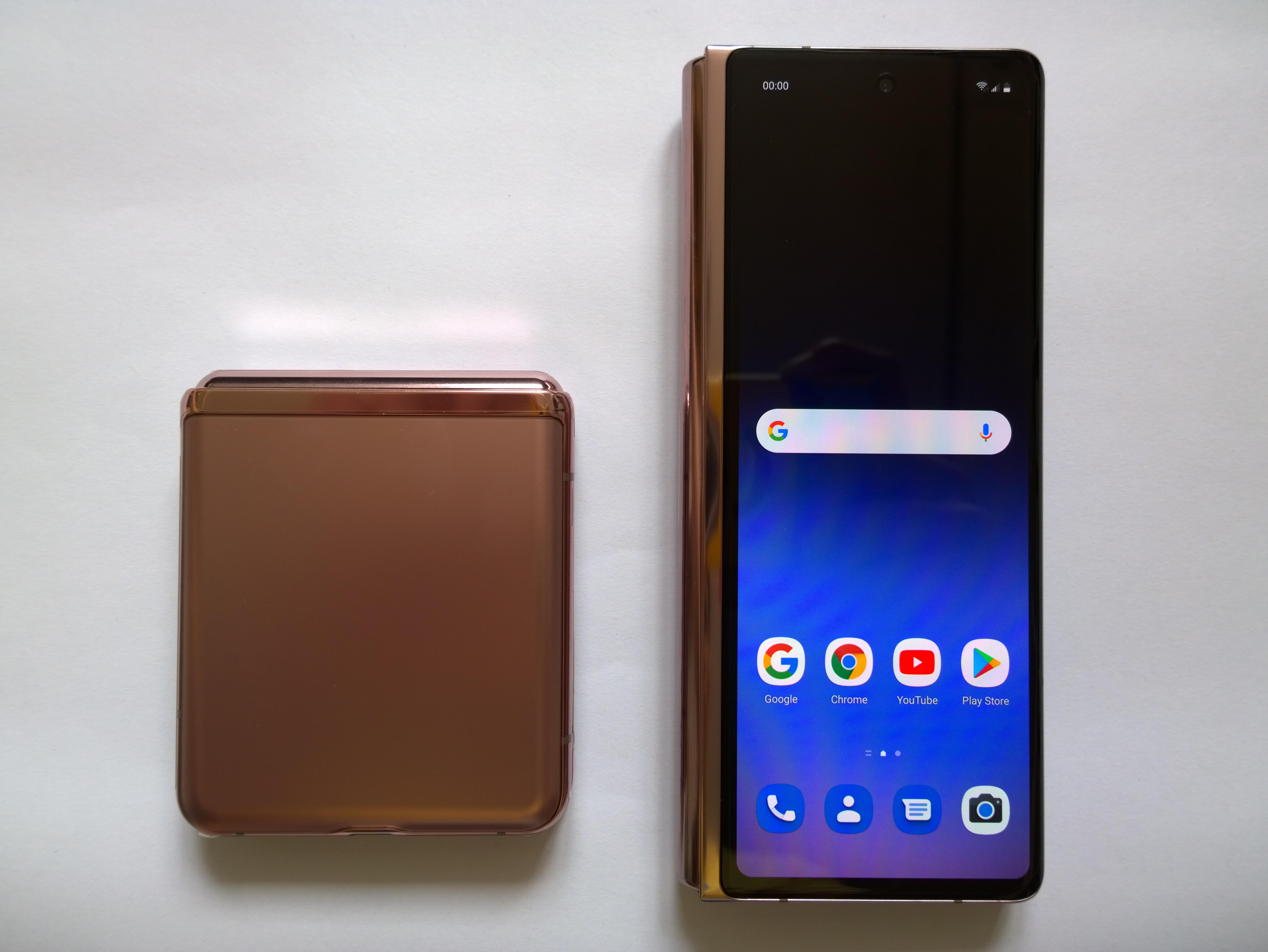
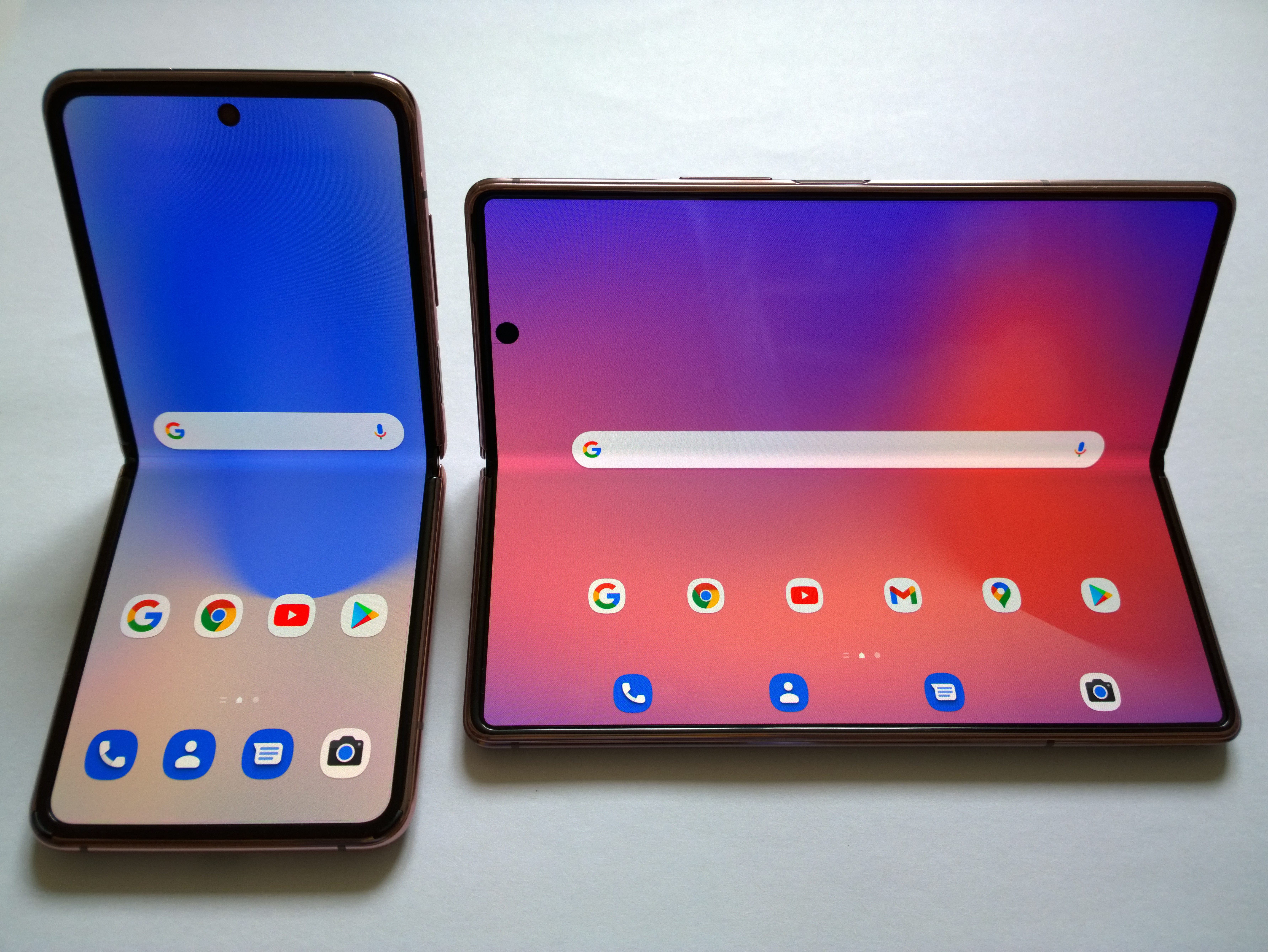
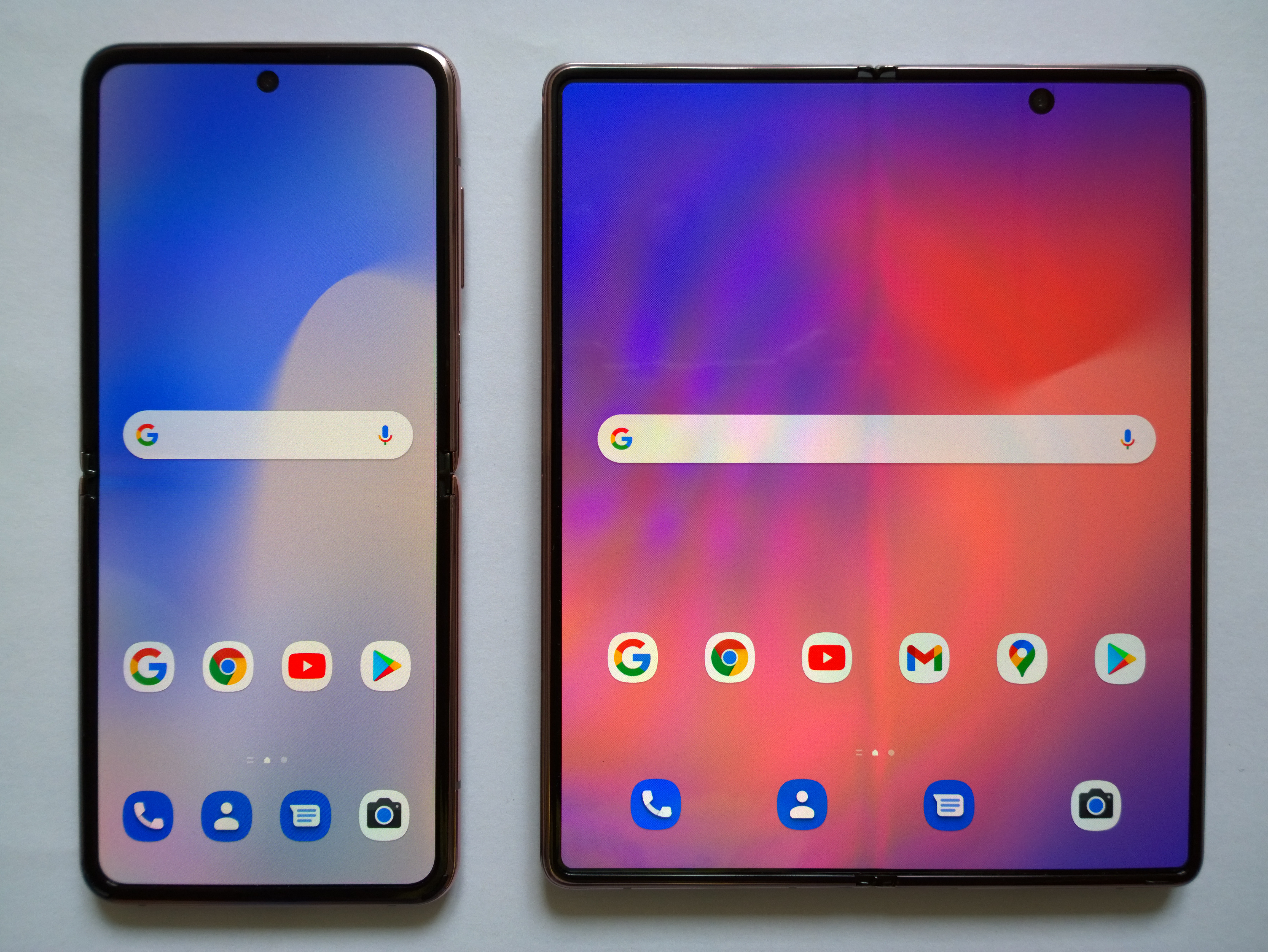